# PCF (파일 포맷)
PCF(Portable Compiled Format)는 핵심 글꼴 시스템에서 X 윈도 시스템(X Window System)에서 사용되는 비트맵 글꼴의 파일 형식으로 수십 년 동안 사용되었다. PCF 글꼴은 일반적으로 대부분의 리눅스같은  유닉스 기반 운영 체제에 기본적으로 설치되며 xterm과 같은 터미널에서 사용된다. 약간의 효율성 증가로 인해 PCF 글꼴이 BDF를 대체했고 대부분의 응용 프로그램은 이러한 확장 가능한 외각선 글꼴로 이동했다.

## 같이 보기
- BDF
- 파일 형식